# Eppelheim
Eppelheim ( phát âm tiếng Đức: [ˈɛpl̩haɪ̯m] ⓘ) là một thị trấn nằm ở phía bắc bang Baden-Württemberg, giáp với Heidelberg. Nơi đây thuộc huyện Rhein-Neckar-Kreis.